# Fernvale
Fernvale is een plaats in de Australische deelstaat Queensland en telt 1544 inwoners (2006).